# Zapasy na Letnich Igrzyskach Olimpijskich 1928 – waga lekka mężczyzn w stylu klasycznym
Rywalizacja w wadze do 67,5 kg w zapasach w stylu klasycznym na Letnich Igrzyskach Olimpijskich 1928 została rozegrana w dniach 2–5 sierpnia.
W zawodach wzięło udział 19 zawodników.

## Format zawodów
Punktacja opierała się na zasadzie "złych punktów karnych". Zawodnik za wygranie walki przez położenie na łopatki przeciwnika otrzymywał 0 punktów a 1 punkt za zwycięstwo ogłoszone decyzją sędziów. Za przegraną zawodnik otrzymywał 3 punkty. Uzyskanie 5 lub więcej punktów skutkowało wyeliminowaniem zawodnika z zawodów.

## Wyniki

### Runda pierwsza
| Punkty karne | Zwycięzca         | Wynik                | Przegrany              | Punkty karne |
| ------------ | ----------------- | -------------------- | ---------------------- | ------------ |
| 0            | Lajos Keresztes   | położenie na łopatki | Adolphe Dumont         | 3            |
| 1            | Walter Massop     | decyzja sędziów      | Miroslav Metzner-Fritz | 3            |
| 1            | Einar Borges      | decyzja sędziów      | Ernst Mumenthaler      | 3            |
| 0            | Frits Janssens    | położenie na łopatki | Paul Parisel           | 3            |
| 0            | Vladimír Vávra    | położenie na łopatki | Eduard Sperling        | 3            |
| 0            | Osvald Käpp       | położenie na łopatki | Piero Postini          | 3            |
| 1            | Harald Pettersson | decyzja sędziów      | Wasilios Pawlidis      | 3            |
| 1            | Tayyar Yalaz      | decyzja sędziów      | Ryszard Błażyca        | 3            |
| 0            | Edvard Westerlund | położenie na łopatki | Alberto Barbieri       | 3            |
| 0            | Karl Pedersen     |                      | N/A                    | N/A          |

### Runda druga
| Punkty karne | Zwycięzca         | Wynik                | Przegrany         | Punkty karne |
| ------------ | ----------------- | -------------------- | ----------------- | ------------ |
| 1            | Lajos Keresztes   | decyzja sędziów      | Karl Pedersen     | 4            |
| 1            | Walter Massop     | położenie na łopatki | Adolphe Dumont    | 6            |
| 1            | Frits Janssens    | decyzja sędziów      | Einar Borges      | 4            |
| 0            | Vladimír Vávra    | położenie na łopatki | Ernst Mumenthaler | 6            |
| 3            | Eduard Sperling   | położenie na łopatki | Piero Postini     | 6            |
| 1            | Osvald Käpp       | decyzja sędziów      | Harald Pettersson | 4            |
| 1            | Tayyar Yalaz      | położenie na łopatki | Wasilios Pawlidis | 6            |
| 3            | Ryszard Błażyca   | położenie na łopatki | Alberto Barbieri  | 6            |
| 0            | Edvard Westerlund |                      | N/a               | N/a          |

### Runda trzecia
| Punkty karne | Zwycięzca         | Wynik                 | Przegrany         | Punkty karne |
| ------------ | ----------------- | --------------------- | ----------------- | ------------ |
| 0            | Edvard Westerlund | położenie na łopatkia | Karl Pedersen     | 7            |
| 1            | Lajos Keresztes   | położenie na łopatki  | Walter Massop     | 4            |
| 0            | Vladimír Vávra    | położenie na łopatki  | Einar Borges      | 7            |
| 3            | Eduard Sperling   | położenie na łopatki  | Frits Janssens    | 4            |
| 1            | Tayyar Yalaz      | położenie na łopatki  | Osvald Käpp       | 4            |
| 3            | Ryszard Błażyca   | położenie na łopatki  | Harald Pettersson | 7            |

### Runda czwarta
| Punkty karne | Zwycięzca       | Wynik                | Przegrany         | Punkty karne |
| ------------ | --------------- | -------------------- | ----------------- | ------------ |
| 2            | Lajos Keresztes | decyzja sędziów      | Edvard Westerlund | 3            |
| 4            | Walter Massop   | położenie na łopatki | Frits Janssens    | 7            |
| 1            | Tayyar Yalaz    | położenie na łopatki | Vladimír Vávra    | 3            |
| 3            | Eduard Sperling | położenie na łopatki | Ryszard Błażyca   | 6            |

### Runda piąta
| Punkty karne | Zwycięzca         | Wynik                | Przegrany      | Punkty karne |
| ------------ | ----------------- | -------------------- | -------------- | ------------ |
| 4            | Edvard Westerlund | decyzja sędziów      | Walter Massop  | 7            |
| 2            | Lajos Keresztes   | położenie na łopatki | Vladimír Vávra | 6            |
| 3            | Eduard Sperling   | położenie na łopatki | Tayyar Yalaz   | 4            |

### Runda szósta
| Punkty karne | Zwycięzca       | Wynik                | Przegrany         | Punkty karne |
| ------------ | --------------- | -------------------- | ----------------- | ------------ |
| 4            | Eduard Sperling | decyzja sędziów      | Edvard Westerlund | 7            |
| 2            | Lajos Keresztes | położenie na łopatki | Tayyar Yalaz      | 7            |

### Runda siódma
O brązowy medal
| Punkty karne | Zwycięzca         | Wynik           | Przegrany    | Punkty karne |
| ------------ | ----------------- | --------------- | ------------ | ------------ |
| 8            | Edvard Westerlund | decyzja sędziów | Tayyar Yalaz | 10           |

O złoty medal
| Punkty karne | Zwycięzca       | Wynik           | Przegrany       | Punkty karne |
| ------------ | --------------- | --------------- | --------------- | ------------ |
| 3            | Lajos Keresztes | decyzja sędziów | Eduard Sperling | 7            |

### Klasyfikacja końcowa
| Pozycja | Zawodnik               | Narodowość     |
| ------- | ---------------------- | -------------- |
| złoto   | Lajos Keresztes        | Węgry          |
| srebro  | Eduard Sperling        | Niemcy         |
| brąz    | Edvard Westerlund      | Finlandia      |
| 4.      | Tayyar Yalaz           | Turcja         |
| 5.      | Vladimír Vávra         | Czechosłowacja |
| 6.      | Walter Massop          | Holandia       |
| 7.      | Ryszard Błażyca        | Polska         |
| 7.      | Frits Janssens         | Belgia         |
| 9.      | Einar Borges           | Dania          |
| 9.      | Harald Pettersson      | Szwecja        |
| 9.      | Karl Pedersen          | Norwegia       |
| 9.      | Osvald Käpp            | Estonia        |
| 13.     | Adolphe Dumont         | Luksemburg     |
| 13.     | Ernst Mumenthaler      | Szwajcaria     |
| 13.     | Piero Postini          | Włochy         |
| 13.     | Wasilios Pawlidis      | Grecja         |
| 13.     | Alberto Barbieri       | Argentyna      |
| 18.     | Paul Parisel           | Francja        |
| 18.     | Miroslav Metzner-Fritz | Królestwo SHS  |